# Randsfjord Station
Randsfjord Station (Randsfjord stasjon) var en jernbanestation på Randsfjordbanen, der lå i Jevnaker kommune i Norge. Stationen lå på vestbredden af den sydlige ende af Randsfjorden, hvor denne går over i Randselva og overfor det nuværende centrum i byområdet Jevnaker. Området omkring stationen kaldes også for Randsfjord.
Stationen åbnede 12. oktober 1868 som endestation for Randsfjordbanen. I 1909 fuldførtes Bergensbanen med Roa-Hønefossbanen, der anlagdes på østsiden af Randselva med en ny Jevnaker Station, ca. 1 km fra den gamle station. Den nye station overtog snart meget af trafikken, fordi den lå bedre i forhold til Hadeland Glassverk og de nærliggende savværker.
Persontrafikken på Randsfjordbanen mellem Hønefoss og Randsfjord blev indstillet 26. maj 1968, efter lige under 100 år. Trafikken på strækningen mellem Bergermoen og Randsfjord ophørte helt 1. januar 1981, og i 1984 blev sporene på denne strækning fjernet og erstattet af en gang- og cykelsti. Drejeskiven på Randsfjord Station blev flyttet til Garnes Station og genanlagt der til brug for veterantogene på Gamle Vossebanen i 1987.